# Napaeozapus insignis
Il topo saltatore dei boschi (Napaeozapus insignis  Miller, 1891) è un roditore della famiglia dei Dipodidi, unica specie del genere Napaeozapus (Preble, 1899), diffuso nell'America settentrionale.

## Descrizione

### Dimensioni
Roditore di piccole dimensioni, con la lunghezza della testa e del corpo tra 65 e 95 mm, la lunghezza della coda tra 126 e 167 mm, la lunghezza del piede tra 28 e 34 mm, la lunghezza delle orecchie tra 15 e 17 mm e un peso fino a 28 g.

### Caratteristiche craniche e dentarie
Il cranio è allungato e presenta un rostro sottile, le ossa nasali che si estendono considerevolmente oltre gli incisivi, le arcate zigomatiche sottili, il foro infra-orbitale grande ed ovale ed una bolla timpanica non rigonfia. Gli incisivi superiori sono arancioni o giallognoli e sono attraversati da un solco longitudinale. Sono privi di premolari, mentre i molari hanno le radici e la corona elevata e con la superficie occlusiva piatta, con una complicata alternanza di pieghe e zone isolate.
Sono caratterizzati dalla seguente formula dentaria:

### Aspetto
L'aspetto è quello di un piccolo topo con una pelliccia corta e fine cosparsa di peli più lunghi e ruvidi. Le parti dorsali sono arancioni con dei riflessi gialli o rossicci e con una larga banda dorsale brunastra o nerastra che si estende dal naso fino alla base della coda, mentre le parti ventrali sono bianche. Il muso è appuntito, le vibrisse sono lunghe, gli occhi sono grandi. Le orecchie sono relativamente corte e rotonde. Le zampe hanno ciascuna cinque dita, sebbene il pollice sia notevolmente ridotto. Quelle posteriori sono allungate, adattamento ad un'andatura saltatoria. La coda è circa due volte e mezzo la lunghezza della testa e del corpo, è grigio-brunastra sopra, bianca sotto e all'estremità. Le femmine hanno un paio di mammelle pettorali, due addominali e una inguinale e sono solitamente più grandi dei maschi. Il cariotipo è 2n=72 FN=100.

## Biologia

### Comportamento
È una specie terricola che si rifugia in tane scavate nel terreno oppure in quelle di altri animali. L'entrata viene nascosta durante il giorno. All'interno è presente un nido rivestito di foglie secche e fili d'erba. È attiva di notte e talvolta il tardo mattino e le prime ore della sera. L'andatura è quadrupede con balzi solitamente di un metro ma che in velocità possono essere lunghi il doppio. Si arrampica agilmente nei cespugli ma non sugli alberi. Può nuotare velocemente per brevi distanze. Entra in ibernazione dalla fine di settembre fino a maggio, quando i maschi appaiono solitamente due settimane prima delle femmine. Prima del letargo accumula rapidamente grasso corporeo, circa il 30% del suo peso in estate. Raggiunge una densità in ambienti adatti di circa 7,5 individui per ettaro, il suo raggio d'azione varia da 0,4 a 3,6 ettari con le aree dei due sessi che si sovrappongono. Sono tolleranti tra loro e gruppi di individui possono essere tenuti insieme in cattività senza evidenti comportamenti aggressivi. È normalmente taciturno, tuttavia se disturbato può squittire e soffiare.

### Alimentazione
Si nutre principalmente di frutta, noci, funghi, artropodi e bacche, sebbene la dieta possa variare secondo la stagione e le località. Sembra non immagazzinare cibo.

### Riproduzione
Si riproduce dagli inizi di maggio ai primi giorni di settembre con picchi estesi a giugno ed agosto. Danno alla luce 2-7 piccoli alla volta fino a due volte l'anno dopo una gestazione di 23 giorni. Alla nascita sono completamente privi di peli e ciechi e pesano soltanto 0,9 g. Sono completamente ricoperti di peli dopo 24 giorni, aprono gli occhi a 26 giorni e vengono svezzati dopo 34 giorni. Nessuno dei due sessi è in grado di riprodursi fino alla fine del suo primo letargo. In autunno circa il 70% della popolazione di una determinata zona è formata da giovani nati durante l'anno, tuttavia la maggior parte degli esemplari allo stato selvatico vivono fino a quattro anni.

## Distribuzione e habitat
Questa specie è diffusa nel Canada sud-orientale e negli Stati Uniti d'America nord-orientali dal Manitoba sud-orientale e Minnesota fino alle coste del Labrador a est e alla Georgia settentrionale a sud. È presente anche sull'Isola del Principe Edoardo e in Nuova Scozia.
Vive nelle foreste di conifere fino a 2.000 metri di altitudine. Preferisce ambienti freddi e umidi con vegetazione densa. Si trova frequentemente anche in torbiere e paludi o lunghi corsi d'acqua.

## Tassonomia
Sono state riconosciute 5 sottospecie:
- N.i.insignis: Quebec ed Ontario meridionali, Nuovo Brunswick, Isola del Principe Edoardo, Nuova Scozia, Maine, New Hampshire, Vermont, Massachusetts, Connecticut, New York, Pennsylvania, New Jersey settentrionale e Virginia Occidentale orientale;
- N.i.abietorum (Preble, 1899): Ontario e Quebec centrali;
- N.i.frutectanus (Jackson, 1919): Manitoba sud-orientale, Ontario sud-occidentale, Minnesota, Wisconsin e Michigan settentrionali;
- N.i.roanensis (Preble, 1899): Ohio, Tennessee e Kentucky orientali, Pennsylvania, Virginia, Carolina del Nord e Carolina del Sud occidentali, West Virginia settentrionale e centro-orientale, Georgia settentrionale;
- N.i.saquenayensis (Anderson, 1942): coste orientali del Quebec e del Labrador sud-orientale.

## Conservazione
La IUCN Red List, considerato il vasto areale, l'abbondanza, l'assenza di minacce e la presenza in diverse aree protette, classifica N.insignis come specie a rischio minimo (Least Concern).